# Instituto Federal da Bahia

Instituto Federal da Bahia

Instituto Federal da Bahia, också känt som IFBA, är ett universitet och forskningsinstitut beläget i Salvador i Bahia, Brasilien.
Det grundades 1910.